# Белорусская гряда
Белору́сская гряда́ (бел. Беларуская града, пол. Grzęda Białoruska) — холмистая гряда на северо-западе Беларуси и в Польше протяжённостью около 520 км.
В её составе выделяют Гродненскую, Волковысскую, Новогрудскую, Минскую, Оршанскую, Витебскую и другие возвышенности. На востоке моренная цепь плавно переходит в Смоленско-Московскую возвышенность, вместе с которой обозначает границы Московского оледенения.
Сложена с поверхности моренными суглинками. Протягивается вначале с северо-запада на юго-восток, а затем с юго-запада на северо-восток. Высота до 345 м (гора Дзержинская). Почвы преимущественно супесчаные дерново-подзолистые. Земли распаханы, особенно южные склоны, как наиболее плодородные в Беларуси. Леса смешанные, с преобладанием сосны, а также ели и берёзы, местами встречаются примеси ольхи и дуба.